# Musaranya de Sumatra
La musaranya de Sumatra (Crocidura paradoxura) és una espècie de mamífer eulipotifle de la família de les musaranyes (Soricidae) endèmica d'Indonèsia. La desforestació (causada per l'expansió agrícola, l'extracció de fusta i els assentaments humans) representa la seva amenaça més important.